# Pseudopostega tanygnatha
Pseudopostega tanygnatha là một loài bướm đêm thuộc họ Opostegidae. Nó được miêu tả bởi Donald R. Davis và Jonas R. Stonis, 2007. Nó được tìm thấy ở tây bắc Costa Rica
Chiều dài cánh trước khoảng 2.3 mm. Con trưởng thành bay vào tháng 6.